# Campionati mondiali di nuoto in vasca corta 1997
I terzi Campionati mondiali di nuoto in vasca corta si sono svolti a Göteborg (Svezia) dal 17 al 20 aprile 1997.

## Medagliere
| Posizione | Paese         |   |   |   | Totale |
| --------- | ------------- | - | - | - | ------ |
| 1         | Australia     | 9 | 2 | 6 | 17     |
| 2         | Cina          | 3 | 5 | 2 | 10     |
| 3         | Svezia        | 3 | 2 | 0 | 5      |
| 4         | Germania      | 2 | 5 | 5 | 12     |
| 5         | Stati Uniti   | 2 | 4 | 5 | 11     |
| 6         | Cuba          | 2 | 0 | 0 | 2      |
| 6         | Costa Rica    | 2 | 0 | 0 | 2      |
| 6         | Venezuela     | 2 | 0 | 0 | 2      |
| 9         | Regno Unito   | 1 | 1 | 4 | 6      |
| 10        | Brasile       | 1 | 1 | 0 | 2      |
| 11        | Danimarca     | 1 | 0 | 0 | 1      |
| 11        | Bielorussia   | 1 | 0 | 0 | 1      |
| 13        | Russia        | 0 | 3 | 1 | 4      |
| 14        | Slovacchia    | 0 | 1 | 1 | 2      |
| 14        | Polonia       | 0 | 1 | 1 | 2      |
| 14        | Ucraina       | 0 | 1 | 1 | 2      |
| 17        | Giappone      | 0 | 1 | 0 | 1      |
| 17        | Nuova Zelanda | 0 | 1 | 0 | 1      |
| 17        | Romania       | 0 | 1 | 0 | 1      |
| 20        | Canada        | 0 | 0 | 1 | 1      |
| 20        | Paesi Bassi   | 0 | 0 | 1 | 1      |
| 20        | Porto Rico    | 0 | 0 | 1 | 1      |

## Piscina 25 m

### 50 m stile libero
| Posizione | Atleta            | Paese       | Tempo |
| --------- | ----------------- | ----------- | ----- |
|           | Francisco Sánchez | Venezuela   | 21.80 |
|           | Mark Foster       | Regno Unito | 22.03 |
|           | Ricardo Busquets  | Porto Rico  | 22.17 |

| Posizione | Atleta         | Paese       | Tempo    |
| --------- | -------------- | ----------- | -------- |
|           | Sandra Völker  | Germania    | 24.70 RE |
|           | Jenny Thompson | Stati Uniti | 24.78    |
|           | Jingyi Le      | Cina        | 24.83    |

### 100 m stile libero
| Posizione | Atleta            | Paese     | Tempo |
| --------- | ----------------- | --------- | ----- |
|           | Francisco Sánchez | Venezuela | 47.86 |
|           | Gustavo Borges    | Brasile   | 48.16 |
|           | Michael Klim      | Australia | 48.21 |

| Posizione | Atleta         | Paese       | Tempo |
| --------- | -------------- | ----------- | ----- |
|           | Jenny Thompson | Stati Uniti | 53.46 |
|           | Sandra Völker  | Germania    | 53.50 |
|           | Jingyi Le      | Cina        | 53.72 |

### 200 m stile libero
| Posizione | Atleta         | Paese         | Tempo   |
| --------- | -------------- | ------------- | ------- |
|           | Gustavo Borges | Brasile       | 1:45.45 |
|           | Trent Bray     | Nuova Zelanda | 1:45.81 |
|           | Lars Conrad    | Germania      | 1:46.44 |

| Posizione | Atleta            | Paese      | Tempo      |
| --------- | ----------------- | ---------- | ---------- |
|           | Claudia Poll      | Costa Rica | 1:54.17 RM |
|           | Yun Nian          | Cina       | 1:56.24    |
|           | Martina Moravcová | Slovacchia | 1:56.66    |

### 400 m stile libero
| Posizione | Atleta           | Paese       | Tempo   |
| --------- | ---------------- | ----------- | ------- |
|           | Jacob Carstensen | Danimarca   | 3:43.44 |
|           | Chad Carvin      | Stati Uniti | 3:43.73 |
|           | Grant Hackett    | Australia   | 3:43.83 |

| Posizione | Atleta           | Paese      | Tempo      |
| --------- | ---------------- | ---------- | ---------- |
|           | Claudia Poll     | Costa Rica | 4:00.03 RM |
|           | Natasha Bowron   | Australia  | 4:05.76    |
|           | Kerstin Kielgass | Germania   | 4:07.13    |

### 800 m stile libero
| Posizione | Atleta           | Paese       | Tempo   |
| --------- | ---------------- | ----------- | ------- |
|           | Natasha Bowron   | Australia   | 8:26.45 |
|           | Kerstin Kielgass | Germania    | 8:28.10 |
|           | Carla Geurts     | Paesi Bassi | 8:28.96 |

### 1500 m stile libero
| Posizione | Atleta        | Paese       | Tempo    |
| --------- | ------------- | ----------- | -------- |
|           | Grant Hackett | Australia   | 14:39.54 |
|           | Jörg Hoffmann | Germania    | 14:40.67 |
|           | Graeme Smith  | Regno Unito | 14:46.85 |

### 100 m dorso
| Posizione | Atleta         | Paese       | Tempo |
| --------- | -------------- | ----------- | ----- |
|           | Neisser Bent   | Cuba        | 52.77 |
|           | Brian Retterer | Stati Uniti | 53.06 |
|           | Adrian Radley  | Australia   | 53.36 |

| Posizione | Atleta      | Paese       | Tempo   |
| --------- | ----------- | ----------- | ------- |
|           | Lu Donghua  | Cina        | 59.75   |
|           | Yan Chen    | Cina        | 1:00.14 |
|           | Misty Hyman | Stati Uniti | 1:00.17 |

### 200 m dorso
| Posizione | Atleta           | Paese  | Tempo   |
| --------- | ---------------- | ------ | ------- |
|           | Neisser Bent     | Cuba   | 1:54.21 |
|           | Wei Wang         | Cina   | 1:54.82 |
|           | Vladimir Sel'kov | Russia | 1:55.15 |

| Posizione | Atleta       | Paese       | Tempo   |
| --------- | ------------ | ----------- | ------- |
|           | Yan Chen     | Cina        | 2:07.50 |
|           | Misty Hyman  | Stati Uniti | 2:07.66 |
|           | Lia Oberstar | Stati Uniti | 2:08.29 |

### 100 m rana
| Posizione | Atleta             | Paese    | Tempo   |
| --------- | ------------------ | -------- | ------- |
|           | Patrik Isaksson    | Svezia   | 59.99   |
|           | Stanislav Lopukhov | Russia   | 1:00.05 |
|           | Jens Kruppa        | Germania | 1:00.18 |

| Posizione | Atleta              | Paese     | Tempo   |
| --------- | ------------------- | --------- | ------- |
|           | Kristy Ellem        | Australia | 1:08.27 |
|           | Alicja Pęczak       | Polonia   | 1:08.33 |
|           | Svitlana Bondarenko | Ucraina   | 1:08.39 |

### 200 m rana
| Posizione | Atleta           | Paese       | Tempo   |
| --------- | ---------------- | ----------- | ------- |
|           | Alexander Goukov | Bielorussia | 2:09.25 |
|           | Andrej Korneev   | Russia      | 2:09.28 |
|           | Jens Kruppa      | Germania    | 2:10.53 |

| Posizione | Atleta         | Paese     | Tempo   |
| --------- | -------------- | --------- | ------- |
|           | Kristy Ellem   | Australia | 2:22.68 |
|           | Larisa Lacusta | Romania   | 2:25.60 |
|           | Alicja Pęczak  | Polonia   | 2:25.62 |

### 100 m farfalla
| Posizione | Atleta         | Paese     | Tempo |
| --------- | -------------- | --------- | ----- |
|           | Lars Frölander | Svezia    | 51.95 |
|           | Geoff Huegill  | Australia | 51.99 |
|           | Michael Klim   | Australia | 52.02 |

| Posizione | Atleta         | Paese       | Tempo    |
| --------- | -------------- | ----------- | -------- |
|           | Jenny Thompson | Stati Uniti | 57.79 RM |
|           | Huijue Cai     | Cina        | 57.92    |
|           | Misty Hyman    | Stati Uniti | 57.95    |

### 200 m farfalla
| Posizione | Atleta           | Paese       | Tempo   |
| --------- | ---------------- | ----------- | ------- |
|           | James Hickman    | Regno Unito | 1:55.55 |
|           | Denys Sylant'yev | Ucraina     | 1:55.76 |
|           | Scott Goodman    | Australia   | 1:55.94 |

| Posizione | Atleta         | Paese       | Tempo   |
| --------- | -------------- | ----------- | ------- |
|           | Limin Liu      | Cina        | 2:07.20 |
|           | Hitomi Kashima | Giappone    | 2:07.34 |
|           | Misty Hyman    | Stati Uniti | 2:07.54 |

### 200 m misti
| Posizione | Atleta           | Paese       | Tempo   |
| --------- | ---------------- | ----------- | ------- |
|           | Matthew Dunn     | Australia   | 1:57.46 |
|           | Christian Keller | Germania    | 1:58.35 |
|           | Ron Karnaugh     | Stati Uniti | 1:59.12 |

| Posizione | Atleta            | Paese       | Tempo   |
| --------- | ----------------- | ----------- | ------- |
|           | Louise Karlsson   | Svezia      | 2:11.19 |
|           | Martina Moravcová | Slovacchia  | 2:11.39 |
|           | Sue Rolph         | Regno Unito | 2:12.39 |

### 400 m misti
| Posizione | Atleta           | Paese     | Tempo   |
| --------- | ---------------- | --------- | ------- |
|           | Matthew Dunn     | Australia | 4:06.89 |
|           | Xufeng Xie       | Cina      | 4:12.52 |
|           | Christian Keller | Germania  | 4:12.53 |

| Posizione | Atleta        | Paese     | Tempo   |
| --------- | ------------- | --------- | ------- |
|           | Emma Johnson  | Australia | 4:35.18 |
|           | Sabine Herbst | Germania  | 4:36.02 |
|           | Joanne Malar  | Canada    | 4:37.46 |

### 4 x 100 m stile libero
| Posizione | Atleta                                                         | Paese     | Tempo   |
| --------- | -------------------------------------------------------------- | --------- | ------- |
|           | Lars Conrad Christian Tröger Alexander Lüderitz Aimo Heilmann  | Germania  | 3:14.08 |
|           | Fredrik Letzler Anders Holmertz Ola Fagerstrand Lars Frölander | Svezia    | 3:14.22 |
|           | Michael Klim Scott Logan Richard Upton Jeffrey English         | Australia | 3:14.83 |

| Posizione | Atleta                                                             | Paese    | Tempo      |
| --------- | ------------------------------------------------------------------ | -------- | ---------- |
|           | Jingyi Le Na Chao Ying Shan Yin Nian                               | Cina     | 3:34.55 RM |
|           | Simone Osygus Antje Buschschulte Katrin Meißner Sandra Völker      | Germania | 3:34.69 RE |
|           | Johanna Sjöberg Louise Karlsson Malin Svahnström Therese Alshammar | Svezia   | 3:38.70    |

### 4 x 200 m stile libero
| Posizione | Atleta                                                         | Paese       | Tempo      |
| --------- | -------------------------------------------------------------- | ----------- | ---------- |
|           | Michael Klim Grant Hackett William Kirby Matthew Dunn          | Australia   | 7:02.74 RM |
|           | Anders Lyrbring Anders Holmertz Lars Frölander Fredrik Letzler | Svezia      | 7:05.61    |
|           | Paul Palmer Andrew Clayton Mark Stevens James Salter           | Regno Unito | 7:05.81    |

| Posizione | Atleta                                                        | Paese     | Tempo      |
| --------- | ------------------------------------------------------------- | --------- | ---------- |
|           | Lu Na Wang Yin Nian Yan Chen Ying Shan                        | Cina      | 7:51.92 RM |
|           | Johanna Sjöberg Josefin Lillhage Louise Jöhncke Malin Nilsson | Svezia    | 7:56.04    |
|           | Julia Greville Natasha Bowron Lise Mackie Emma Johnson        | Australia | 7:56.12    |

### 4 x 100 m misti
| Posizione | Atleta                                                           | Paese       | Tempo      |
| --------- | ---------------------------------------------------------------- | ----------- | ---------- |
|           | Adrian Radley Phil Rogers Geoff Huegill Michael Klim             | Australia   | 3:30.66 RM |
|           | Vladimir Sel'kov Stanislav Lopukhov Denis Pankratov Roman Egorov | Russia      | 3:32.56 RE |
|           | Martin Harris Richard Maden James Hickman Mark Foster            | Regno Unito | 3:32.61    |

| Posizione | Atleta                                                | Paese       | Tempo   |
| --------- | ----------------------------------------------------- | ----------- | ------- |
|           | Donghua Lu Xue Han Huijue Cai Jingyi Le               | Cina        | 3:57.83 |
|           | Lia Oberstar Amanda Beard Misty Hyman Jenny Thompson  | Stati Uniti | 3:58.94 |
|           | Meredith Smith Kristy Ellem Angela Kennedy Sarah Ryan | Australia   | 4:01.55 |